# (Get Your Kicks On) Route 66/Everyone Is Sayin' Hello Again (Why Must We Say Goodbye)
(Get Your Kicks On) Route 66/Everyone Is Sayin' Hello Again (Why Must We Say Goodbye) è un singolo discografico del gruppo statunitense The King Cole Trio, pubblicato nel 1946.

## Tracce
1. (Get Your Kicks On) Route 66 (Bobby Troup)
2. Everyone Is Sayin' Hello Again (Why Must We Say Goodbye) (Jack Segal e Jerry Marlowe)

## Formazione
- Johnny Miller: basso
- Oscar Moore: chitarra
- Nat King Cole: pianoforte e voce